# John Henry Newman
John Henry Newman C.O. (Londres, 21 de febrero de 1801-Birmingham, 11 de agosto de 1890) fue un teólogo, académico, filósofo, historiador, escritor y poeta católico inglés. Anteriormente fue presbítero anglicano y se convirtió al catolicismo en 1845, y como  miembro del Oratorio de San Felipe Neri, fue más tarde elevado a la dignidad de cardenal por el papa León XIII. Fue una figura importante y controvertida en la historia religiosa de Inglaterra en el siglo XIX y era ya conocido a nivel nacional a mediados de la década de 1830.  Fue beatificado por el papa Benedicto XVI el 19 de septiembre de 2010 durante su visita al Reino Unido. Su canonización fue aprobada oficialmente por el papa Francisco el 12 de febrero de 2019 y se llevó a cabo el 13 de octubre del mismo año. El 31 de julio de 2025, el papa León XIV anunció que le conferiría el título de Doctor de la Iglesia.
Originalmente académico evangélico anglicano en la Universidad de Oxford y sacerdote de la Iglesia de Inglaterra, Newman se sintió atraído por la tradición de la Iglesia alta del anglicanismo. Se convirtió en uno de los líderes más destacados del Movimiento de Oxford, una influyente y controvertida agrupación de anglicanos que deseaba restaurar en la Iglesia de Inglaterra muchas creencias católicas y rituales litúrgicos anteriores a la Reforma anglicana. En este aspecto, el movimiento tuvo cierto éxito. Sus elocuentes libros, en particular Parochial and Plain Sermons (1834-42), Lectures on the Prophetical Office of the Church (1837) y University Sermons (1843), reavivaron el énfasis en la autoridad dogmática de la iglesia e instaron a reformas de la Iglesia de Inglaterra según el modelo de la iglesia «católica» o universal original de los primeros cinco siglos de nuestra era.  Para 1845 llegó a considerar a la Iglesia católica como el verdadero desarrollo moderno del cuerpo original, y sus estudios le llevaron a convertirse a la fe de la Iglesia católica. Tras publicar su controvertido Tratado 90 en 1841, Newman escribió: «Me encontraba en mi lecho de muerte en lo que respecta a mi pertenencia a la Iglesia anglicana».
En 1845, Newman renunció a su puesto de profesor en la Universidad de Oxford y, junto con algunos de sus seguidores, aunque no todos, abandonó oficialmente la Iglesia de Inglaterra y se unió a la Iglesia católica. Rápidamente fue ordenado sacerdote y continuó siendo un influyente líder religioso, con sede en Birmingham. En 1879, fue nombrado cardenal por el Papa León XIII en reconocimiento a sus servicios a la causa de la Iglesia católica en Inglaterra. Desempeñó un papel decisivo en la fundación de la Universidad Católica de Irlanda en 1854, que posteriormente se convertiría en el University College de Dublín.
Newman también fue una figura literaria. Durante ambos períodos, tanto como anglicano como católico, Newman escribió importantes libros, entre ellos Vía Media, Ensayo sobre el Desarrollo de la Doctrina Cristiana, su autobiografía Apologia Pro Vita Sua, y Grammar of Assent y el poema El Sueño de Geroncio (1865), musicalizado en 1900 por Edward Elgar. Escribió los populares cantos «Lead, Kindly Light», «Firmly I believe, and truly» y «Praise to the Holiest in the Height» (los dos últimos tomados del Geroncio).
Es el quinto santo de la ciudad de Londres, después de Tomás Becket, Tomás Moro, Edmundo Campion (hijo de un librero de Londres) y Polydore Plasden. Sus restos se encuentran actualmente enterrados en el pequeño cementerio católico de Rednal, cerca de Birmingham, pero está previsto que sean inhumados de nuevo y trasladados al Oratorio de Birmingham.

## Familia
John Henry Newman nació en Londres y fue el primero de seis hermanos.  Fue el primogénito de John Newman (d. 1824), banquero, de la empresa de Ramsbottom, Newman y Co; su abuelo era un comerciante londinense, procedente del Cambridgeshire. 
La familia Newman se consideraba de origen holandés, y el propio apellido "Newmann" (con doble ene), en una generación anterior, podría sugerir un origen hebreo (judío), aunque es también una ortografía común entre calvinistas holandeses. Su madre, Jemima Fourdrinier (d. 1836) era de una familia de hugonotes, establecidos mucho tiempo atrás en Londres como grabadores y fabricantes de papel. 
El segundo hermano de John Henry, Charles Robert, fue un hombre muy capaz, pero de muy mal temperamento, ateo profeso y recluso que murió en 1884. El hermano más joven, William Francis, fue durante muchos años profesor de latín en el University College de Londres. Dos de las tres hermanas, Elizabeth y Harriett Jemima Charlotte, casaron a su vez con dos hermanos, Thomas y John Mozley, y Anne Mozley, una hija de este último, editó en 1892 «Newman's Anglican's Life and Correspondence», encomendada por él mismo en 1885 como un autobiografía escrita en tercera persona para formar la base de una descripción de los primeros treinta años de su vida. Su tercera hermana, María Sofía, murió soltera en 1828.

## Educación

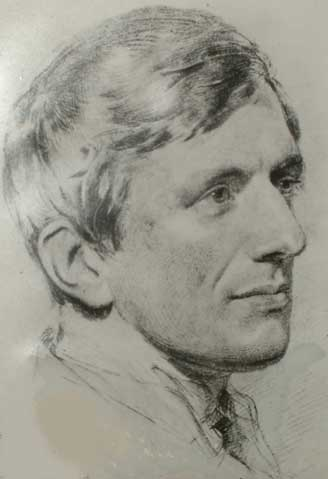
John Henry Newman con 25 años.

A la edad de siete años, Newman fue enviado a una escuela privada dirigida por el doctor Nicolás, en Ealing, en la misma que el padre de Thomas Henry Huxley enseñó matemáticas. Newman se distinguió por su diligencia y buena conducta, como también evidenció cierta timidez y marginación, pues no tomaba parte en los juegos escolares. Él mismo dijo haber sido «muy supersticioso» en estos primeros años. Tomó gran afición por la lectura de la Biblia, y también por las novelas de Walter Scott, que entonces se estaban publicando. Más tarde leyó algunas obras de escépticos como Paine, Hume, Voltaire y probablemente fue influido por sus ideas. A la edad de quince años, durante su último año en la escuela, se «convirtió», un incidente del cual escribió en su Apología que «es más cierto que tener las manos o los pies». Este incidente que marcó su vida ocurrió durante el otoño de 1816, cuando «cayó bajo la influencia de un determinado credo, y recibió en su intelecto impresiones de dogma que, a través de la misericordia de Dios, nunca han sido borrados u oscurecidos» (Apología, parte 3). Salvado de la experiencia de una escuela pública, que podía ser muy dura en esa época, disfrutó de la vida escolar. Aparte de sus estudios académicos (en los cuales sobresalió), actuó en obras de teatro en latín, tocaba el violín, ganó premios de oratoria y editó publicaciones periódicas, en las cuales escribió artículos en el estilo de Addison.
Su infancia feliz llegó a un abrupto final en marzo de 1816, cuando se dio un colapso financiero sobrevenido por las guerras napoleónicas y el Banco de su padre se vio obligado a cerrar. Su padre intentó sin éxito la gestión de una fábrica de cerveza en Alton, Hampshire, y Newman se quedó en la escuela durante las vacaciones de verano a causa de la crisis familiar. El período comprendido entre principios de agosto, al 21 de diciembre de 1816, Newman siempre lo consideró como el punto de inflexión de su vida. Solo en la escuela, y conmocionado por el desastre familiar, cayó enfermo en agosto. Más tarde llegó a ver esta época como una de las tres grandes enfermedades providenciales de su vida, ya que fue en el otoño de 1816 cuando tuvo una conversión religiosa bajo la influencia de uno de sus maestros, Walter Mayers, quien recientemente se había convertido del calvinismo al evangelismo. Hasta este momento, Newman había tenido una educación convencional en un hogar fiel a la Iglesia de Inglaterra, donde se hizo hincapié en la Biblia en lugar de dogmas o sacramentos, y en donde alguna especie de "entusiasmo" evangélico habría sido mal visto.
Su fe se identificó entonces como evangélica y calvinista y llegó a sostener que el papa era el Anticristo. Se matriculó el 4 de diciembre de 1816 en el Trinity College, en Oxford, para entrar como residente en junio del año siguiente, y en 1818 obtuvo una beca de 60 £, para los nueve años siguientes. Pero esta suma habría sido insuficiente para permanecer en la universidad, y en 1819 el banco de su padre suspendió el pago. En ese año se matriculó en el Lincoln's Inn. La ansiedad por obtener buenos resultados en los exámenes finales produjo el resultado opuesto; fracasó y se graduó con apenas honores de tercera clase en 1821. Deseando permanecer en Oxford, dio clases privadas y solicitó una beca en Oriel, «el reconocido centro del intelectualismo en Oxford». Para su alivio y alegría fue elegido el 12 de abril de 1822. Edward Bouverie Pusey fue también elegido miembro de la misma sociedad en 1823.

## Sacerdote anglicano

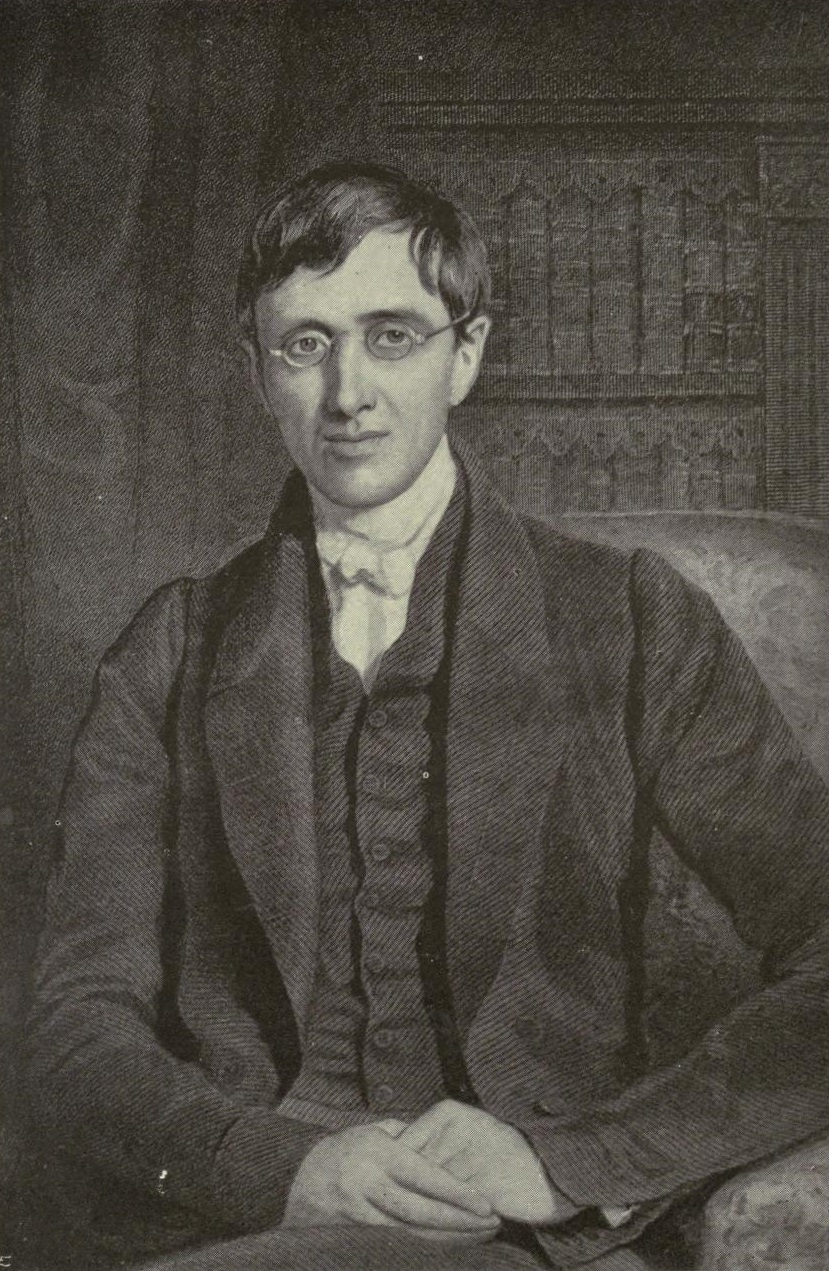
Newman retratado durante su período como sacerdote anglicano, ilustración de William Charles Ross.

En la fiesta de la Santísima Trinidad, el domingo 29 de mayo de 1825, Newman fue ordenado presbítero de la Iglesia de Inglaterra. Se convirtió, a sugerencia de Pusey, en párroco de St. Clement, en Oxford. Aquí, durante dos años, estuvo activamente comprometido con el trabajo parroquial, pero también encontró tiempo para escribir artículos sobre «Apollonius of Tyana», «Ciceron» y «Miracles», para la Enciclopedia Metropolitana. En 1825, atendiendo la solicitud de Richard Whately, se convirtió en vicedirector de St Alban's Hall, pero desempeñó este cargo un año solamente. Newman atribuyó gran parte de su «desarrollo mental» y una reducción parcial de su timidez a su relación con Whately en esta época. Ayudó a Whately en su popular trabajo de lógica, y de él obtuvo su primera idea clara de la Iglesia cristiana. Su vínculo con él terminó en 1827, con ocasión de la reelección de Robert Peel como miembro del parlamento de la Universidad, elección a la cual Newman se opuso por motivos personales. En 1826 se convirtió en tutor de Oriel, y en el mismo año, Richard Hurrell Froude fue elegido becario, a quien Newman describe como «uno de los hombres más agudos, inteligentes y profundos que había conocido». Los dos formaron un alto ideal de la oficina tutorial como una oficina clerical y pastoral más que secular. En 1827 Newman era predicador en Whitehall.
A finales de 1827, Newman sufrió una especie de colapso nervioso provocado por el exceso de trabajo y por los problemas financieros de la familia, agregándose a esto la repentina muerte de su hermana menor, Mary, a principios de 1828. Hubo también un factor teológico crucial: su fascinación desde 1816 con los Padres de la Iglesia, cuyas obras comenzó a leer sistemáticamente durante las vacaciones de 1828. Esto fue considerado por él mismo como su segunda enfermedad providencial.

## El Movimiento de Oxford
Este movimiento trataba de demostrar que la Iglesia de Inglaterra era la descendiente directa de la Iglesia de los Apóstoles, lo que luego los llevó a reconsiderar la relación de la Iglesia de Inglaterra con la Iglesia católica. Cuando el movimiento de Oxford comenzó, Newman fue su organizador y líder intelectual más eficaz, aportando las ideas más agudas que este produjo. Siendo un movimiento de la Iglesia alta dentro de la Iglesia de Inglaterra, el movimiento de Oxford se inició en Oxford en 1833 con el objetivo de enfatizar los elementos católicos en la tradición religiosa inglesa y de reformar la Iglesia de Inglaterra. Newman argumentaba que la doctrina de la Iglesia, definida en el Concilio de Trento era totalmente incompatible con los Treinta y nueve Artículos del siglo XVI de la Iglesia anglicana.
Al año siguiente, Newman apoya y asegura la elección de Hawkins como preboste de Oriel, con preferencia a John Keble, una decisión de la cual se disculpó por el efecto que produjo en el Movimiento de Oxford, con todas sus consecuencias. En el mismo año fue nombrado vicario de St Mary's. Ese año Pusey es nombrado «Regius Profesor» de hebreo.
En esta fecha, aunque nominalmente relacionados con la doctrina evangélica, los puntos de vista de Newman fueron asumiendo progresivamente un mayor tono eclesiástico. Circuló entonces una carta anónima que sugería un método por el cual podría expulsarse a «Nonconformistas» del control de la sociedad. Esto dio lugar a su destitución del cargo, el 8 de marzo de 1830, y tres meses más tarde se retiró de la Sociedad Bíblica, completando así su separación de la «Low Church» de la Iglesia de Inglaterra. En 1832, se agudizó su diferencia con Hawkins en cuanto a la «naturaleza esencialmente religiosa» de un colegio y dimitió de ese puesto.
A partir de 1836, Newman emprende con algunos compañeros la monumental tarea de traducir al inglés la totalidad de las obras conservadas de los Padres de la Iglesia. En esos años, también escribe una serie de ensayos históricos para la British Magazine sobre la figura de Basilio de Cesarea.
La edición por parte de Newman de los Tracts for the Times (Tratados para los tiempos, una serie de publicaciones teológicas escritas por miembros del movimiento) y su contribución de 24 de ellos fueron menos significativas para la influencia del movimiento que sus libros, especialmente su Lectures on the Prophetical Office of the Church (1837), la declaración clásica de la doctrina «tractariana» de la autoridad; los University Sermons (1843), igualmente clásicos para la teoría de la creencia religiosa; y sobre todo sus Parochial and Plain Sermons (1834-1842), que en su forma publicada llevaron los principios del movimiento, en su mejor expresión, a todo el país.
En 1838 y 1839, Newman comenzaba a ejercer una profunda influencia en la Iglesia de Inglaterra. Su énfasis en la autoridad dogmática de la Iglesia se percibía como un replanteamiento muy necesario en una nueva era liberal. Parecía tener una clara comprensión de sus principios y de su futuro, y en su devoción personal, sus seguidores encontraban a un hombre que practicaba lo que predicaba. Además, estaba dotado del don de escribir una prosa sensible y, a veces, «mágica».

## Últimos años como anglicano

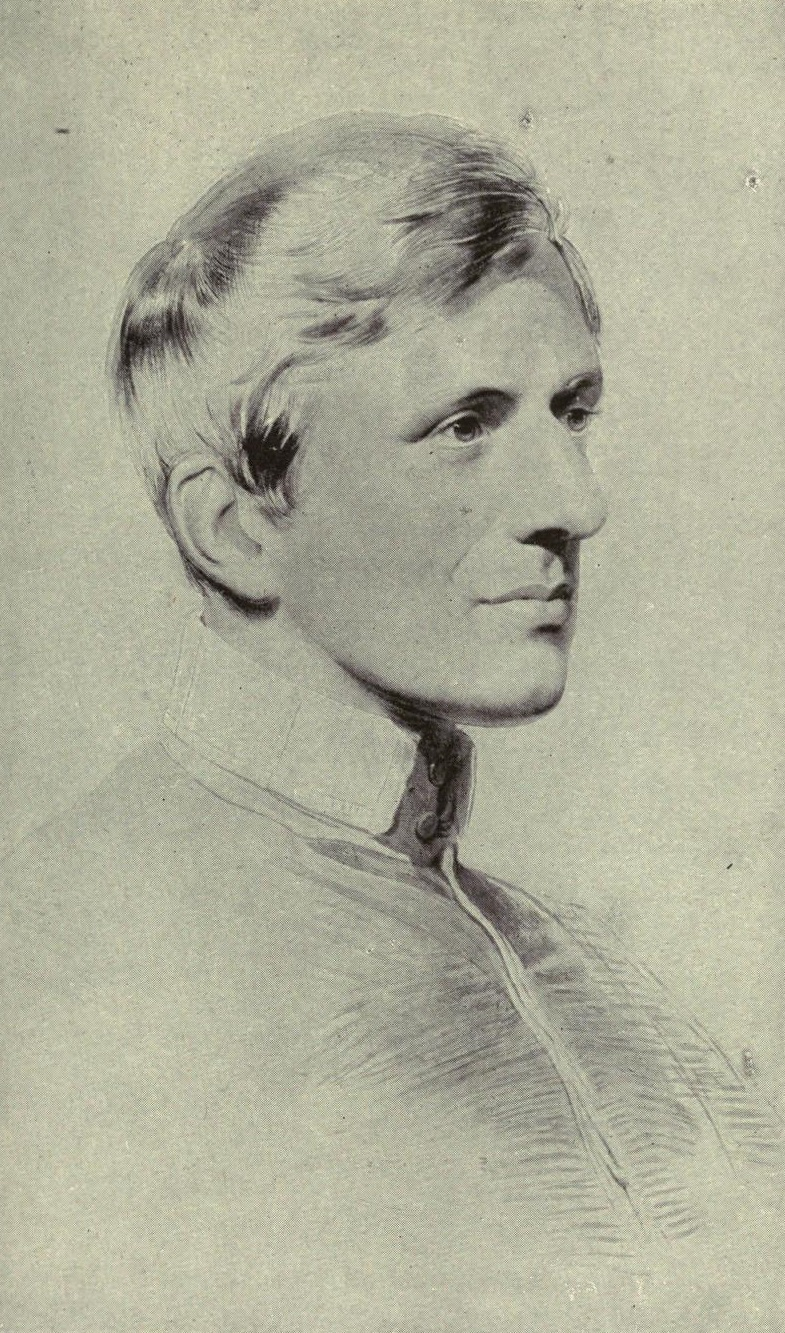
Newman retratado por George Richmond, 1844

Newman sostenía que la Iglesia de Inglaterra representaba la verdadera catolicidad y que la prueba de esta catolicidad (frente a Roma, por un lado, y a lo que él llamaba «los protestantes populares», por el otro) residía en la enseñanza de la antigua e indivisa iglesia de los Padres. A partir de 1834, esta vía intermedia comenzaba a ser atacada por infravalorar la Reforma, y, cuando en 1838-1839 Newman y Keble publicaron «Remains» de Froude, donde se denunciaba violentamente la Reforma, los hombres moderados comenzaron a sospechar de su líder. Sus peores temores se confirmaron en 1841 con el Tratado 90 de Newman, que, al reconciliar los Treinta y nueve artículos doctrinales de la Iglesia de Inglaterra con las enseñanzas de la iglesia antigua e indivisa, pareció a algunos afirmar que los artículos no eran incompatibles con las doctrinas del Concilio de Trento. W.G. Ward, discípulo acérrimo de Newman, afirmó que esta era precisamente la consecuencia. El obispo Richard Bagot de Oxford solicitó la suspensión de los tratados, y ante la angustia de las consiguientes denuncias, Newman se recluyó cada vez más en el aislamiento, con la confianza en sí mismo destrozada y su creencia en la catolicidad de la iglesia inglesa debilitándose. En 1842 se trasladó de Oxford a su capellanía de Littlemore, donde reunió a algunos de sus discípulos más íntimos y fundó un cuasi-monasterio.
Su vida fue de gran austeridad física, a la vez que de ansiedad. A sus discípulos les asignó la tarea de escribir sobre la vida de los santos ingleses, mientras que él escribía «Ensayos sobre el desarrollo de la doctrina cristiana», y poco a poco fue reconciliándose con el credo y la liturgia de la Iglesia católica, gracias a sus estudios sobre la relación de la Iglesia de Inglaterra y la de Roma. En febrero de 1843 publicó un anuncio anónimo en el Diario Conservador de Oxford, una retractación formal de todas las afirmaciones que pronunciara contra Roma. En septiembre de 1843 predicó su último sermón como anglicano, retirándose de Santa María, en Littlemore.

## Conversión al catolicismo

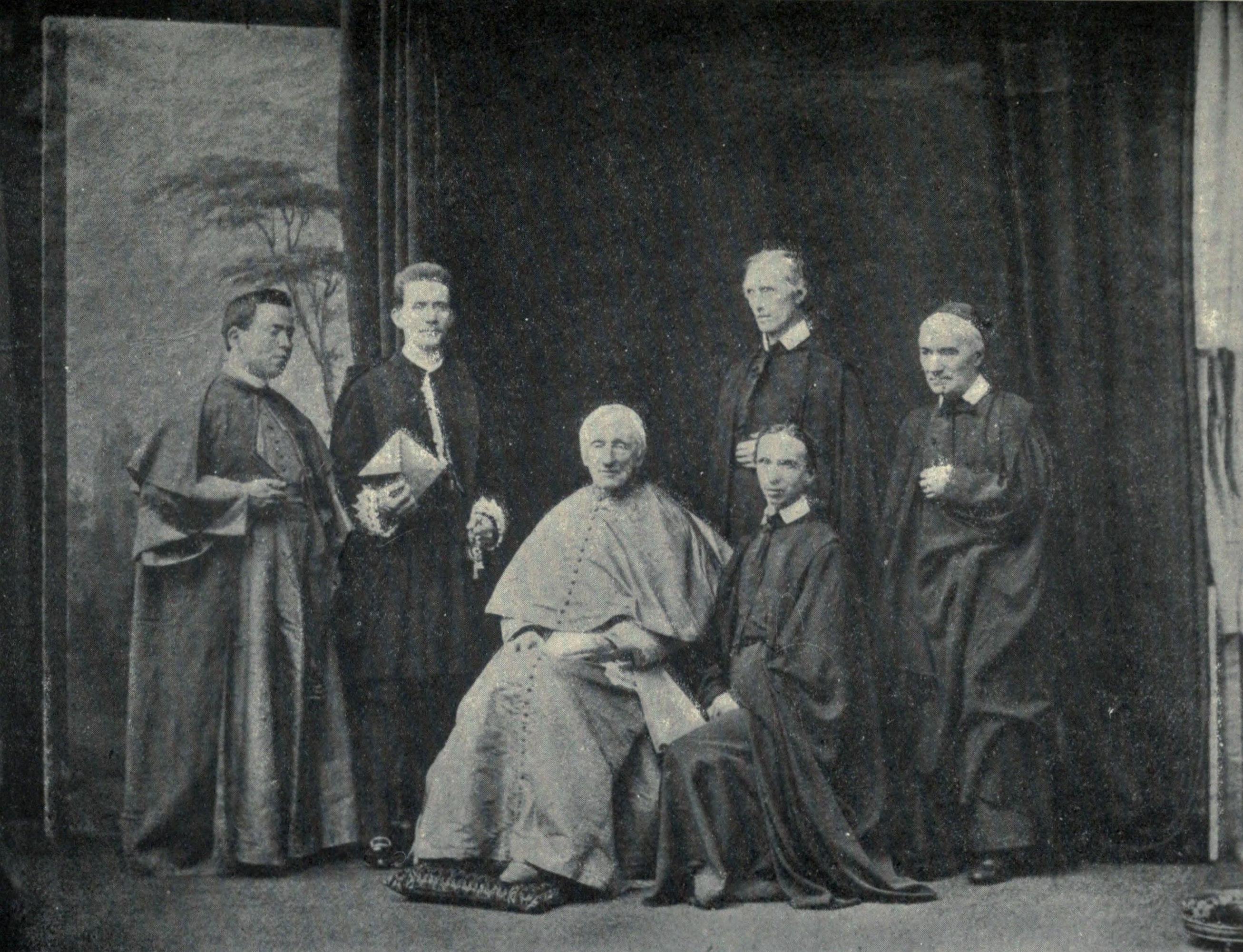
Fotografía de Newman durante su visita a Roma en mayo de 1879.

Dos años después de dejar Santa María, en 1845 se dio cuenta de que sus argumentos sobre la relación de la Iglesia católica con la anglicana eran más fuertes de los que pensaba, y rindiéndose ante la autoridad de su propia argumentación, se convirtió al catolicismo.  Newman se demoró mucho en decidirse a convertirse al catolicismo porque su integridad intelectual encontraba un obstáculo en el contraste histórico entre la Iglesia primitiva y la Iglesia católica moderna. Meditando sobre la idea del desarrollo, un término muy discutido entonces en relación con la evolución biológica, aplicó la ley del desarrollo histórico a la sociedad cristiana e intentó demostrar (tanto a sí mismo como a los demás) que la iglesia primitiva e indivisa se había desarrollado correctamente en la Iglesia católica moderna y que las iglesias protestantes representaban una ruptura en este desarrollo, tanto en doctrina como en devoción.
Estudió a los Padres de la Iglesia, la Iglesia primitiva, y a través de este estudio advirtió que la Iglesia católica es la Iglesia de los Padres, la que sigue las doctrinas que aquellos asentaron. Fue recibido oficialmente en lo que él reconoció «el verdadero rebaño del Redentor» el 9 de octubre de 1845, y ordenado sacerdote católico el 1 de junio de 1847, en Roma. Celebró su primera Misa el 5 de junio de 1847. En 1851 Henry Edward Manning, otro importante miembro del Movimiento de Oxford, siguió los pasos de conversión de Newman (también acabará siendo nombrado cardenal de la Iglesia católica).

## Correcciones a sus antiguos dichos
En 1877, cuando reeditaron sus trabajos del periodo anglicano, añadió a los dos volúmenes un largo prefacio y numerosas notas en las cuales criticaba y contra-argumentaba sus asertos anticatólicos de la versión original.

## Últimos años, y muerte

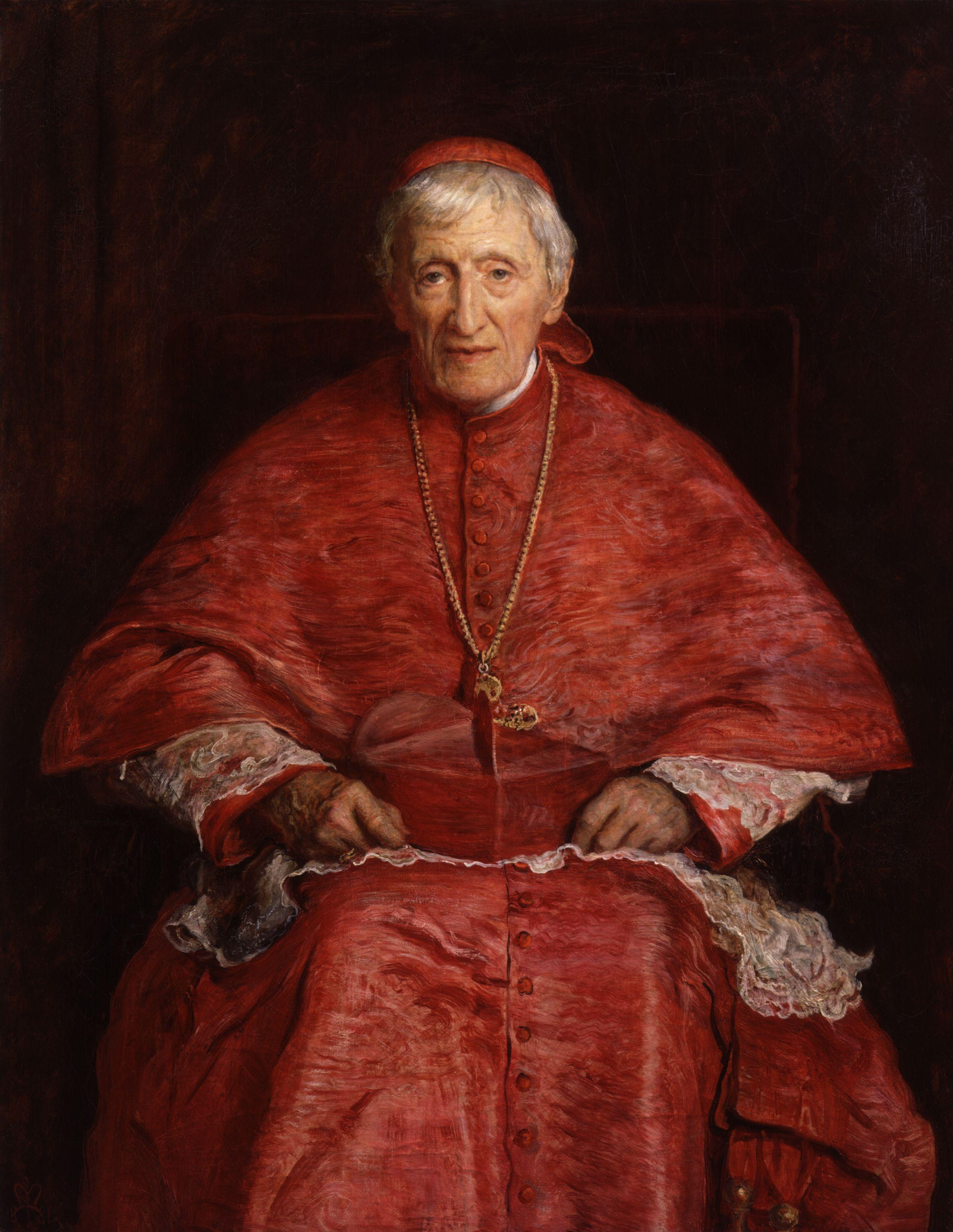
John Newman (1881), óleo sobre lienzo de John Everett Millais. El artista lo representó con ropaje de cardenal, dignidad que había asumido en 1879.

Entre 1854 y 1857 fue rector de la nueva Universidad Católica de Irlanda, un emprendimiento católico que no logró reconocimiento legal.
Estableció en Londres el Oratorio de San Felipe Neri, con el padre Faber como su superior, y ahí dictaba cursos y conferencias sobre “La actual posición de los católicos en Inglaterra”
En 1879, a los 78 años de edad, recibió del papa León XIII la dignidad de cardenal, ingresando por tanto en el Colegio cardenalicio.
Su última Misa la celebró el 25 de diciembre de 1889 con 89 años. Falleció al año siguiente, el 11 de agosto de 1890. Su epitafio dice Ex umbris et imaginibus in veritatem (Pasó de las sombras y las imágenes a la Verdad).

## Vida privada

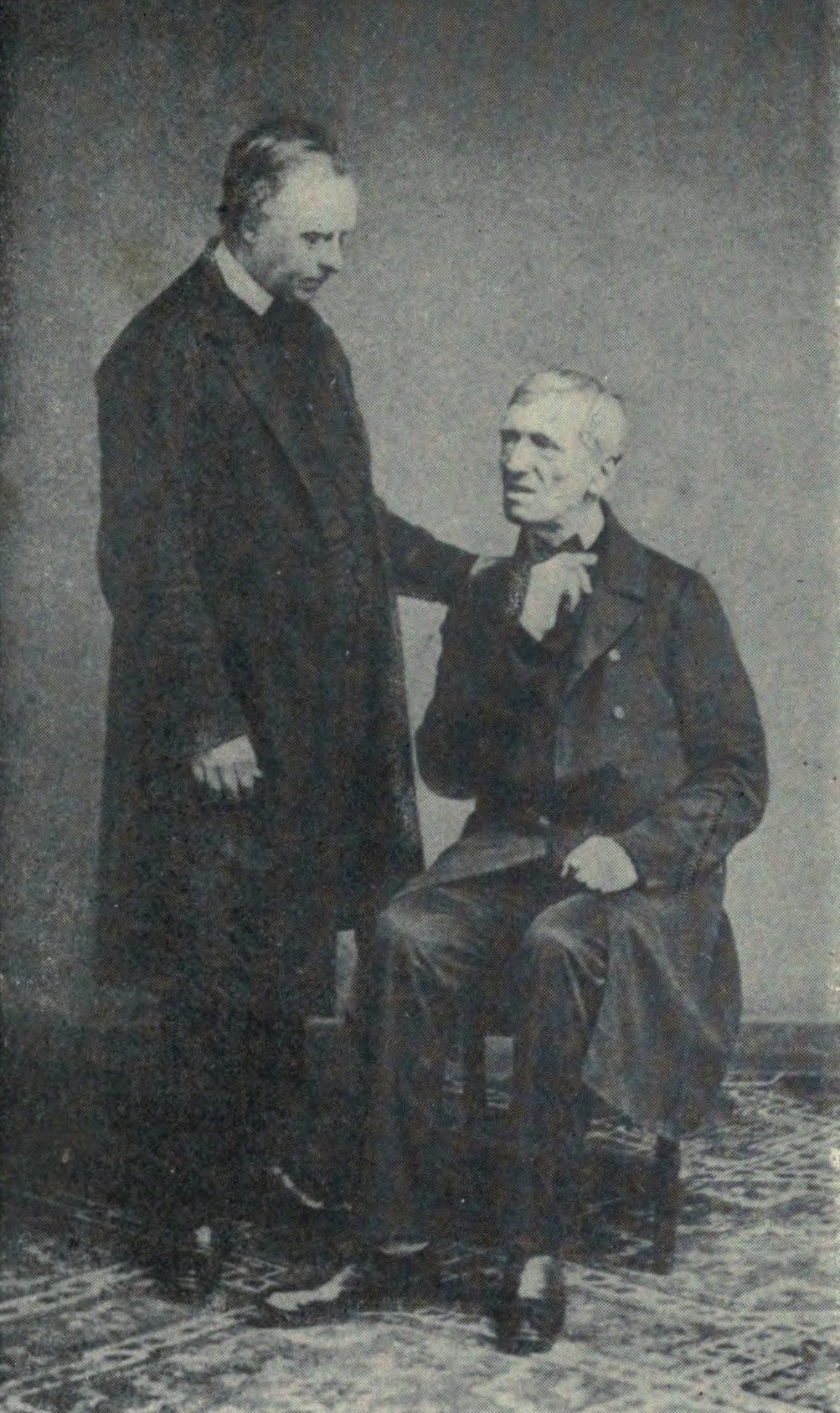
Ambrose St. John (de pie) fotografiado junto a Newman, c. 1875.

Newman declaró que había decidido permanecer célibe a la edad de 15 años. Tuvo una profunda amistad con Ambrose St. John quien, como él, se convirtió al catolicismo. A la muerte de St John, Newman declaró: 

"Siempre he pensado que no hay pérdida comparable a la de un esposo o de una esposa, pero me es difícil creer que el dolor de alguien pueda ser tan grande como el mío".

 Pidió ser enterrado en la misma tumba que él.

## Proceso de beatificación y canonización

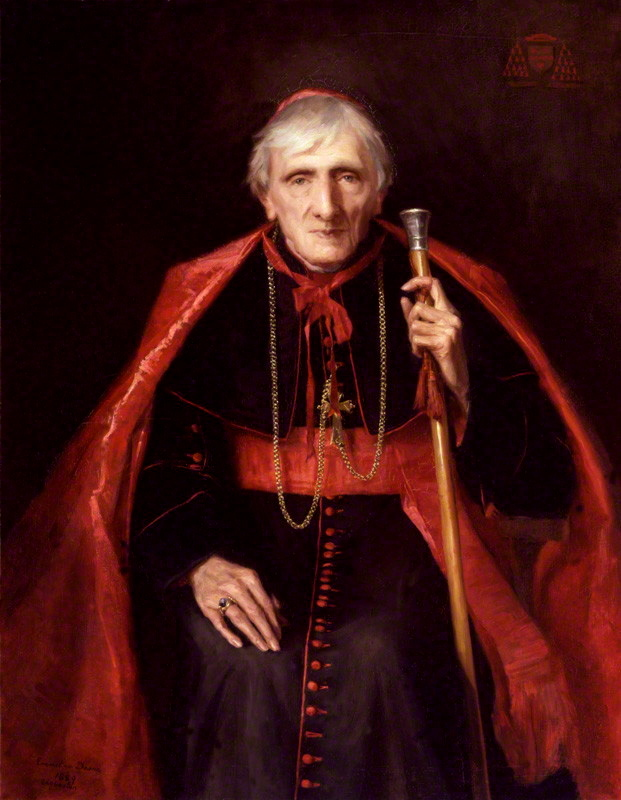
Retrato de John Henry Newman por Emmeline Deane (1889, National Portrait Gallery)

Newman contestó por carta a una admiradora que lo había canonizado en vida con estas palabras: "No tengo nada de santo y es una dura (y saludable) humillación que piensen que uno está a punto de serlo. No voy para santo, triste es decirlo, y la gente a mi alrededor lo nota enseguida. Los que están lejos creen que uno es algo impresionante; pero es cosa de niños. Me contentaré, en el cielo, con limpiarles los zapatos a los santos: a nuestro patrono san Felipe Neri, si es que usa betún...".
Con todo, fue declarado Venerable el 22 de enero de 1991 por el papa Juan Pablo II, tras una minuciosa investigación de su vida y obras por la Congregación para las Causas de los Santos. Posteriormente se cerró la causa para su beatificación y canonización.
Para la beatificación es necesaria la comprobación de un milagro bajo su intercesión. En 2005 el padre Paul Chavasse, responsable de la causa de canonización, anunció: “al fin tenemos una cura milagrosa”. El milagro alegado ocurrió bajo la jurisdicción del arzobispado de Boston (EE. UU.). El 3 de julio de 2009 la Santa Sede promulgó el decreto que atribuye un milagro a su intercesión.
El 19 de septiembre de 2010 fue beatificado en una solemne y multitudinaria Misa presidida por el papa Benedicto XVI y la participación de Vincent Nichols (Presidente de la Conferencia Episcopal del Reino Unido) en el Reino Unido.
El 13 de febrero de 2019, el P. Ignatius Harrison confirmó el segundo milagro llevado a cabo en el 2013 sobre una mujer embarazada, profesional de Derecho de la Arquidiócesis de Chicago (EE. UU.) que, habiendo sufrido una seria hemorragia interna que ponía en peligro tanto su vida como la de su hijo, quedó curada de un modo inexplicable, según señalan los informes médicos, después de pedir la intercesión del Beato John Henry Newman, de quien se consideraba muy devota tras haber visto una película sobre su vida en EWTN.
El 1 de julio de 2019 el papa Francisco anunció la canonización de John Henry Newman, que tuvo lugar el 13 de octubre de 2019 en la basílica de San Pedro del Vaticano. Según los medios, se trata de un acontecimiento de gran importancia, pues hacía 43 años que no se canonizaba a ningún santo británico.
El 31 de julio de 2025 el papa León XIV anunció que conferirá el título de Doctor de la Iglesia al cardenal Newman tras una reunión con el cardenal Marcello Semeraro, prefecto del Dicasterio de las Causas de los Santos. La fecha aún no se determina.

## Influencias

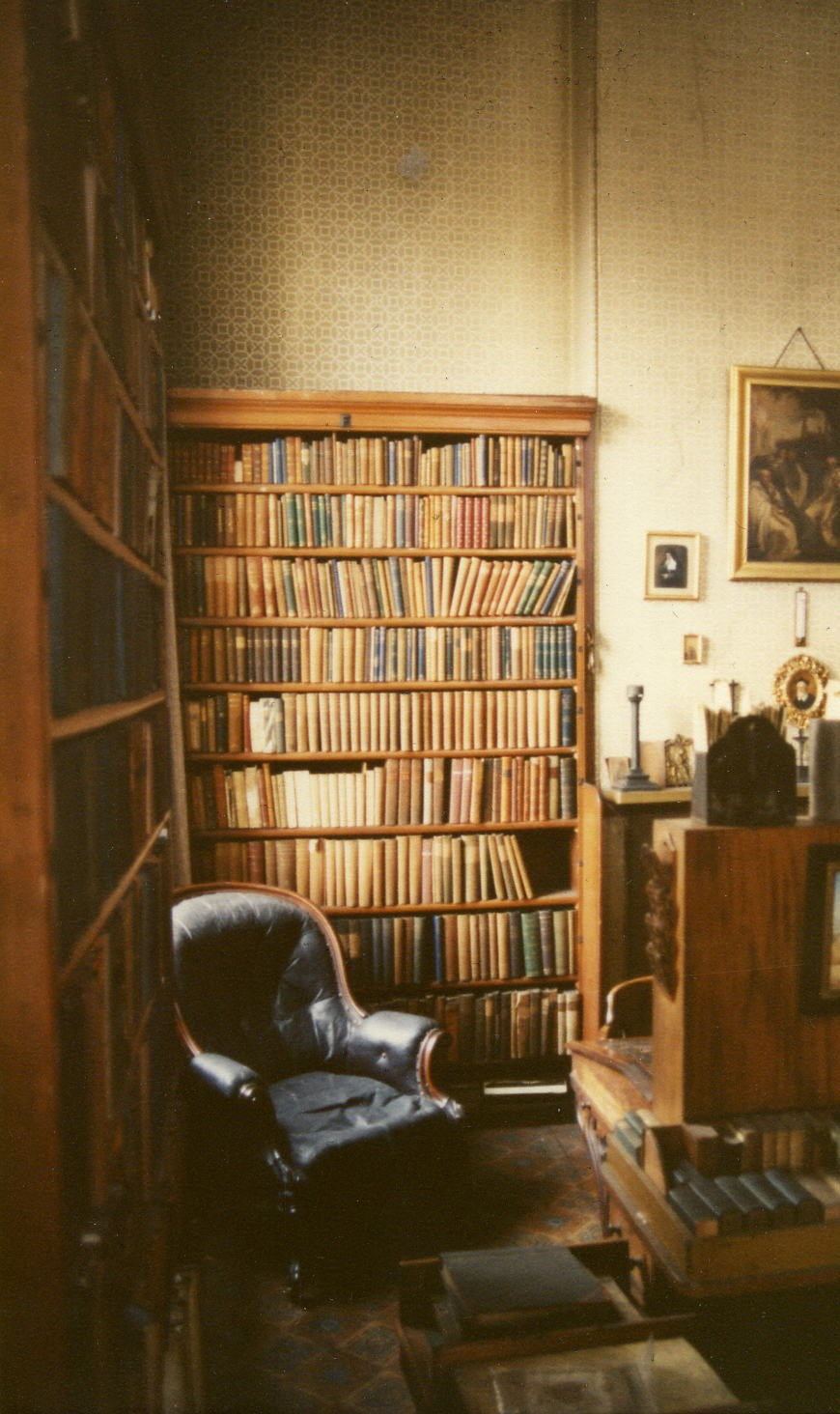
Biblioteca personal de Newman en sus habitaciones de la residencia del Oratorio de Birmingham.

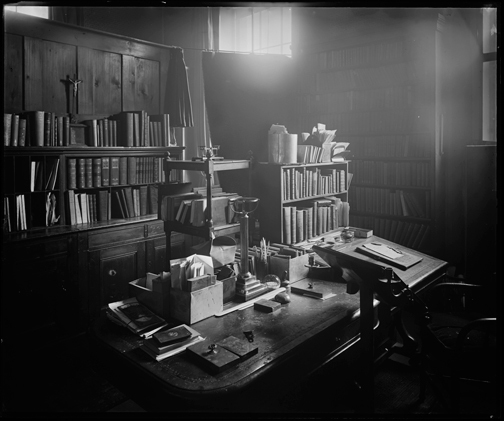
Oficina del Card. Newman en el Oratorio.

Cuando murió la madre de J. R. R. Tolkien, esta, que se había convertido al catolicismo algunos años antes, dejó a Tolkien y a su hermano en manos del padre Francis Xavier Morgan, sacerdote filipense hispano-británico que fue alumno de Newman.
A Newman habría que considerar como responsable, entre otros, de las conversiones al catolicismo de G. K. Chesterton y Ronald Knox, cuyas conversiones fueron parecidas a la de Newman, por cuanto estos tres personajes eran de una gran influencia en la Inglaterra de su época a la hora de su conversión.

### Sobre Newman
- Ian Ker (2006). La espiritualidad personal a la luz de J. H. Newman. Encuentro. ISBN 9788474907810.
- José Morales (2010). Newman (1801 - 1890) (2ª edición). Ediciones Rialp. ISBN 9788432137495.
- Christopher Dawson (2000). El espíritu del Movimiento de Oxford. traducido por José Morales. Rialp. ISBN 9788432133015. (enlace roto disponible en Internet Archive; véase el historial, la primera versión y la última).
- Ian Ker (2010). John Henry Newman. Una biografía. Palabra. ISBN 978-84-9840-282-7.
- Fernando María Cavaller (2018). Los principios del cristianismo - una teología fundamental según Newman. Ágape Libros. ISBN 9789876405317.